# Gundula Meyer
Gundula Meyer eller Zui-un-an Roshi (hennes japanska zen-namn), född 2 januari 1930, är präst i Lutherska kyrkan i Tyskland och zenmästare i Sanbo Kyodanskolan.